# Герасимов, Евгений Михайлович
Евгений Михайлович Герасимов (7 октября 1873 — 15 марта 1949) — русский военачальник, генерал-майор.

## Биография
Родился 7 октября 1873 года в Новочеркасске в православной семье.
Образование получил в Донской Новочеркасской классической гимназии.
В военную службу вступил 28 сентября 1892 года. Окончил военно-училищный курс Киевского пехотного юнкерского училища в 1894 году и был выпущен подпоручиком в 21-ю артиллерийскую бригаду. Позже служил в 7-м мортирном артиллерийском дивизионе. Поручик (ст. 07.08.1897). Штабс-капитан (ст. 07.08.1901).
Окончил Николаевскую академию Генерального штаба (1903; по 1-му разряду). Капитан (ст. 23.05.1903). Цензовое командование ротой отбывал в 79-м пехотном Куринском полку (01.11.1903-20.10.1904). Помощник старшего адъютанта штаба Кавказского военного округа (22.12.1904-20.06.1905).
Был прикомандирован к Новочеркасскому казачьему юнкерскому училищу для преподавания военных наук (20.06.1905-11.05.1909). Здесь некоторое время находился под начальством генерала А. М. Каледина.
Подполковник (ст. 06.12.1908). Штаб-офицер для поручений при войсковом штабе Войска Донского (11.05.1909-30.04.1914). Полковник (ст. 06.12.1911). Исполняющий должность начальника штаба 1-й стрелковой бригады (с 30.04.1914).
Участник Первой мировой войны. Командир 17-го Туркестанского стрелкового полка на Кавказском фронте (с 16.09.1915).
Генерал-майор (ст. 23.07.1916). Начальник штаба Закаспийская казачья бригада (с 20.10.1916; на 03.01.1917 в должности). За отличия командиром 17-го Туркестанского стрелкового полка награждён орденом Св. Георгия 4-й степени. Генерал-квартирмейстер штаба Кавказской армии с 11 мая 1917 года.
В конце 1917 вернулся на Дон и с марта 1918 года находился при штабе Донского атамана генерала П. Н. Краснова. После прибытия первых представителей союзных армий на Дон в конце 1918 года был послан вместе с генералом Свечиным в Париж в качестве делегата от Донского войска на мирную конференцию. Делегация на конференцию не была допущена, Герасимов не вернулся на Дон и остался во Франции.
Проживал в Париже. Участвовал в открытии научно-популярных курсов при Общеказачьем культурно-просветительном отделе в Париже (1936). Председатель Русской секции Союза бывших комбатантов. Сотрудничал в журнале «Атаманский вестник», в 1937—1939 годах входил в состав редакционной коллегии, публиковал исторические очерки. Автор труда «Борьба донских казаков с большевиками».
Умер в Париже 15 марта 1949 года. Похоронен на русском кладбище Сент-Женевьев де Буа.
Был женат, имел двоих детей.

## Награды
- Награждён орденом Св. Георгия 4-й степени (6 января 1917) и Георгиевским оружием (15 мая 1916).
- Также награждён орденами Св. Станислава 3-й степени (1906); Св. Анны 3-й степени (1909); Св. Станислава 2-й степени (1914).